# Judô nos Jogos Pan-Americanos de 1995
As competições de judô nos Jogos Pan-Americanos de 1991 foram realizadas em Havana, Cuba. Esta foi a oitava edição do esporte nos Jogos Pan-Americanos, de 23 a 26 de março. Houve dezesseis competições, sendo oito masculinas e oito femininas.

## Medalhistas

### Masculino
| Evento        | Ouro                            | Prata                                | Bronze                                                       |
| ------------- | ------------------------------- | ------------------------------------ | ------------------------------------------------------------ |
| Até 56 kg     | Ismady Alonso · Cuba            | Luis Vizcaíno · República Dominicana | Rodolfo Yamayose · Brasil · Jacob Flores · Estados Unidos    |
| Até 60 kg     | Ewan Beaton · Canadá            | Manolo Poulot Ramos · Cuba           | Jorge Lencina · Argentina · Carlos Bortole · Brasil          |
| Até 65 kg     | Israel Hernández Planas · Cuba  | Francisco Morales Vivas · Argentina  | Henrique Guimarães · Brasil · Taro Tan · Canadá              |
| Até 71 kg     | Jimmy Pedro · Estados Unidos    | Erick de la Paz · Cuba               | Sérgio Souza Oliveira · Brasil · Jean-Pierre Cantin · Canadá |
| Até 78 kg     | Gastón García · Argentina       | Jason Morris · Estados Unidos        | Colin Morgan · Canadá · Flávio Canto · Brasil                |
| Até 86 kg     | Nicolas Gill · Canadá           | Carlos Hespanha · Brasil             | Brian Olson · Estados Unidos · Pablo Elisii · Argentina      |
| Até 95 kg     | Keith Morgan · Canadá           | Daniel Dell'Aquila · Brasil          | Belarmino Salgado · Cuba · Rafael Hueso · Estados Unidos     |
| Mais de 95 kg | José Mario Tranquilini · Brasil | Frank Moreno García · Cuba           | Orlando Baccino · Argentina · Damon Keeve · Estados Unidos   |

### Feminino
| Evento        | Ouro                            | Prata                             | Bronze                                                           |
| ------------- | ------------------------------- | --------------------------------- | ---------------------------------------------------------------- |
| Até 45 kg     | Mirledis Turro · Cuba           | Sherrie Phillips · Estados Unidos | Evelyn Matías · Porto Rico · Dora Maldonado · Honduras           |
| Até 48 kg     | Amarilis Savón · Cuba           | Carolyne Lepage · Canadá          | Andrea Berti Rodrigues · Brasil · María Villapol · Venezuela     |
| Até 52 kg     | Legna Verdecia Rodríguez · Cuba | Carolina Mariani · Argentina      | Jo Anne Quiring · Estados Unidos · Nathalie Gosselin · Canadá    |
| Até 56 kg     | Driulis González Morales · Cuba | Corinna Broz · Estados Unidos     | Renee Hock · Canadá · Danielle Zangrando · Brasil                |
| Até 61 kg     | Ileana Beltrán Zulueta · Cuba   | Michelle Buckingham · Canadá      | Xiomara Griffith · Venezuela · Colleen McDonald · Estados Unidos |
| Até 66 kg     | Odalys Revé Jimenéz · Cuba      | Liliko Ogasawara · Estados Unidos | Dulce Piña · República Dominicana · Vânia Ishii · Brasil         |
| Até 72 kg     | Diadenis Luna Castellano · Cuba | Francis Gómez · Venezuela         | Grace Jividen · Estados Unidos · Valeria Brandino · Brasil       |
| Mais de 72 kg | Daima Beltrán · Cuba            | Edilene Andrade · Brasil          | Nancy Filteau · Canadá · Colleen Rosensteel · Estados Unidos     |

## Quadro de medalhas
| Posição | Nação                    |    |    |    | Total |
| ------- | ------------------------ | -- | -- | -- | ----- |
| 1       | CUB Cuba                 | 10 | 3  | 1  | 14    |
| 2       | CAN Canadá               | 3  | 2  | 6  | 11    |
| 3       | USA Estados Unidos       | 1  | 4  | 8  | 13    |
| 4       | BRA Brasil               | 1  | 3  | 9  | 13    |
| 5       | ARG Argentina            | 1  | 2  | 3  | 6     |
| 6       | VEN Venezuela            | 0  | 1  | 2  | 3     |
| 7       | DOM República Dominicana | 0  | 1  | 1  | 2     |
| 8       | HON Honduras             | 0  | 0  | 1  | 1     |
|         | PUR Porto Rico           | 0  | 0  | 1  | 1     |
| Total   | Total                    | 16 | 16 | 32 | 64    |